# Palestyna na Mistrzostwach Świata w Lekkoatletyce 2015
Palestyna na Mistrzostwach Świata w Lekkoatletyce 2015 – reprezentacja Palestyny podczas czempionatu w Pekinie liczyła 2 zawodników.

## Występy reprezentantów Palestyny
| Konkurencja            | Zawodnik           | Preeliminacje | Preeliminacje | Eliminacje | Eliminacje | Półfinał | Półfinał | Finał    | Finał   |
| Konkurencja            | Zawodnik           | Rezultat      | Pozycja       | Rezultat   | Pozycja    | Rezultat | Pozycja  | Rezultat | Pozycja |
| ---------------------- | ------------------ | ------------- | ------------- | ---------- | ---------- | -------- | -------- | -------- | ------- |
| Bieg na 200 m mężczyzn | Muhammad Abu Chusa | 21,36 (SB)    | 47.           | NQ         | NQ         | NQ       | NQ       | NQ       | NQ      |
| Maraton kobiet         | Mayada Al-Sayed    | —             | —             | —          | —          | —        | —        | 2:53:39  | 50.     |